# Gašper Vidmar
Gašper Vidmar (Ljubljana, 14. rujna 1987.) slovenski je profesionalni košarkaš. Igra na poziciji centra, a trenutačno je iz turskog Fenerbahçea na posudbi u slovenskoj Union Olimpiji. 

## Karijera
Vidmar je karijeru započeo u omladinskom pogonu slovenskog kluba Janče STZ, ali seniorsku karijeru nastavio je u dresu Geoplin Slovana. Tijekom 2006./07. odigrao je sjajnu sezonu u kojoj je za Slovan u NLB ligi bilježio u prosjeku 11.2 koša te 5.7 skokova po susretu. Još dojmljiviji je bio u slovenskom prvenstvu s 13.9 poena te 7.1 uhvaćenih lopti po utakmici.
Na Europskom U-10 prvenstvu 2007. godine bio je među ponajboljim igračima turnira. S prosječnih 15.9 koševa i 9.8 skokova na turniru privukao je pažnju mnogih klubova. Iako je istog ljeta bio pod ugovorom sa Slovanom, Ulker je odlučio otkupiti njegov ugovor za što je ljubljanski klub dobio nepoznati iznos odštete.
Tijekom ljeta 2009. nakon loših sezona u eurospkim natjecanjima te regionalnoj NLB ligi, Union Olimpija je odlučila značajno pojačati svoju momčad. Trener Jurij Zdovc izjavio kako bi u redovima kluba volio vidjeti jednog od trojice slovenskih reprezentativaca - Domena Lorbeka, Uroša Slokara ili Gašpera Vidmara. Na kraju, došla su mu potonja dvojica, ali Vidmar kao igrač na jednogodišnjoj posudbi u Olimpiji.

## Vanjske poveznice
- Profil na TBLStat.net
- Profil na Euroleague.net
- Profil na Fenerbahçe.org